# Sigurd Akre-Aas
Sigurd Akre-Aas (12 de junho de 1897 – 18 de junho de 1968) foi um esgrimista norueguês que participou dos Jogos Olímpicos de 1924 e de Jogos Olímpicos de 1928, sob a bandeira da Noruega.